# Hanauma Bay

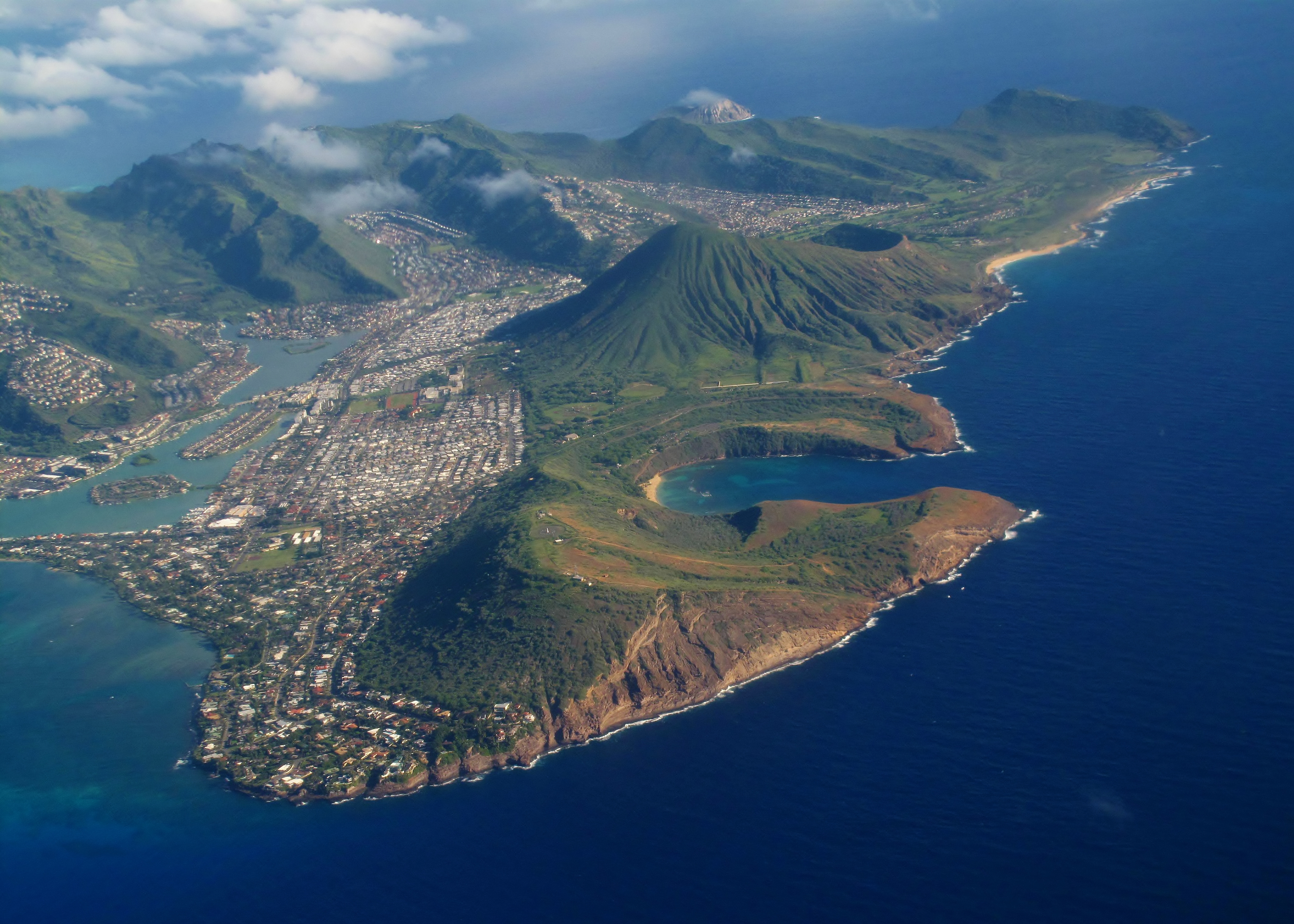
Hanauama Bay, rechts zwischen Koko Crater (oben) und Koko Head (unten). Links der Vorort Hawaii Kai, unten links Portlock

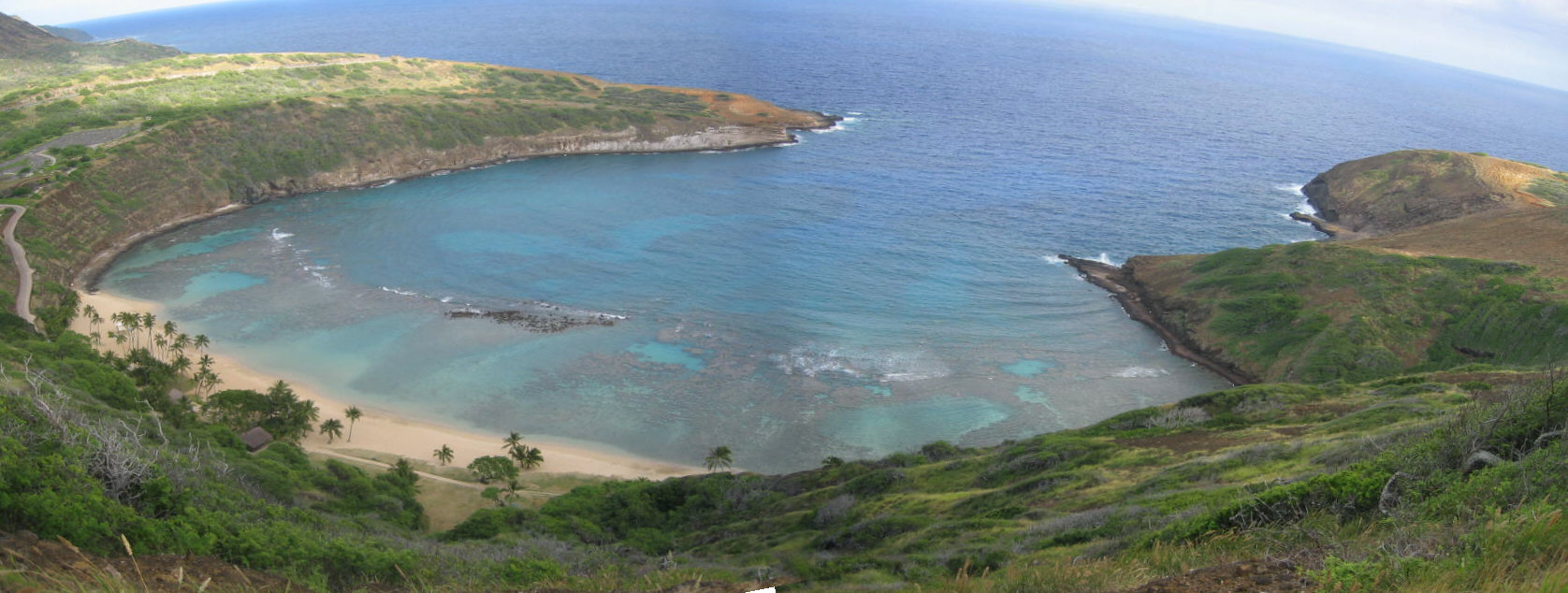
Hanauma Bay

Hanauma Bay, die gekrümmte Bucht, ist ein erloschener Vulkankrater im Südosten der Hawaii-Insel Oʻahu, gut 20 Kilometer östlich des Zentrums der Hauptstadt Honolulu. Der Krater ist eine der Sehenswürdigkeiten auf Oʻahu. Durch seine meerseitige Öffnung bietet der Krater zahlreichen Fischarten ein sicheres Zuhause. Die Bucht ist seit 1967 ein State Park.

## Tourismus

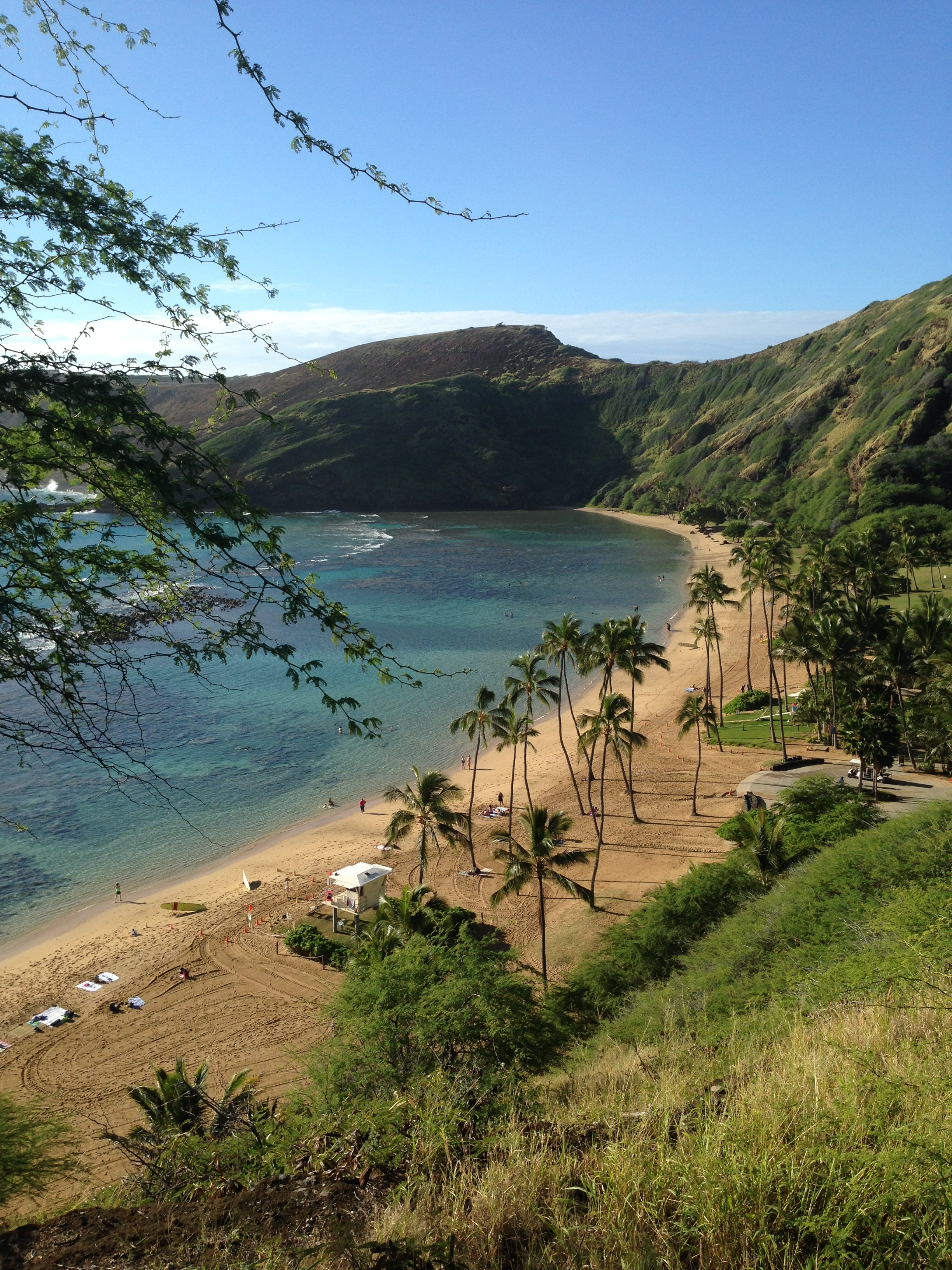
Blick auf die Hanauma Bay von der Abstiegsstelle des Hauptwegs in den Krater

Die Hanauma Bay wird als eines der Haupttouristenziele Oʻahus sehr stark von Touristen frequentiert. Bis 1990 waren es rund drei Millionen Besucher im Jahr. Entsprechend hat die Unterwasserwelt, speziell das Korallenriff, gelitten und einen Teil seiner ursprünglichen Schönheit verloren. Daraufhin begann die Stadtverwaltung des Honolulu County, die Anzahl der Besucher zu reduzieren. Montags und dienstags ist der Park seitdem geschlossen. Im Jahr 2002 wurde das Marine Education Center am Eingang zur Bucht eröffnet. Jeder Strandbesucher muss sich dort ein Informationsvideo zum Naturschutz in der Bucht ansehen, auch vor jedem erneuten Besuch. Damit konnte die Zahl der Badegäste auf rund eine Million im Jahr gesenkt werden. Es werden Eintritts- und Parkgebühren erhoben. Eine Straßenbahn führt von der Hauptstraße zum Eingang.

## Hanauma Bay in Filmen
Die Bucht diente als Drehort u. a. für Ausschnitte der Filme Blaues Hawaii mit Elvis Presley und Die Hafenkneipe von Tahiti mit John Wayne.